# Antonio Quijarro
Antonio Quijarro is een provincie in het centrum van het departement Potosí in Bolivia. De provincie is vernoemd naar een Boliviaans politicus uit het begin van de 19e eeuw.

## Geografie
De provincie ligt tussen 19° 21' en 20° 59' zuiderbreedte en tussen 65° 46' und 67° 15' westerlengte en heeft een oppervlakte van 14.890 km², ongeveer de helft van België.
De provincie grenst aan het departement Oruro in het noorden en aan de provincies Nor Lípez in het westen, Sud Chichas in het zuidoosten, Nor Chichas en José María Linares in het oosten en Tomás Frías in het noordoosten.

## Demografie
Bij de laatste volkstelling in 2012 had de provincie 54.947 inwoners. Hoofdstad is Uyuni, met ongeveer 10.000 inwoners.

## Bestuurlijke indeling
De provincie is verdeeld in drie gemeenten:
- Porco
- Tomave
- Uyuni (hoofdplaats Uyuni)

Alonso de Ibáñez · 
Antonio Quijarro · 
Bernardino Bilbao · 
Charcas · 
Chayanta · 
Cornelio Saavedra · 
Daniel Campos · 
Enrique Baldivieso · 
José María Linares · 
Modesto Omiste · 
Nor Chichas · 
Nor Lípez · 
Rafael Bustillo · 
Sud Chichas · 
Sud Lípez · 
Tomás Frías